# Монах из Монцы
«Монах из Монцы» (итал. Il Monaco di Monza) — итальянский художественный фильм 1963 года, снятый режиссёром Серджио Корбуччи. Главную роль исполнил один из величайших итальянских комиков — Тото.

## Сюжет
Все события фильма происходят в XVII веке. Главный персонаж — простой сапожник Паскуале Чиччиакальда. Практически всегда его «преследует» невезение. Он отлично работает, однако его недостаток заключается в том, что он способен делать обувь только для правой ноги. Поэтому он ни зарабатывает, ни платит налоги.
И однажды он совершает бегство вместе с бывшим пастухом Мамоцио и своими двенадцатью детьми, чтобы избежать преследований, вызванных уклонением от уплаты налогов. Паскуале и Мамоцио переодеваются монахами, а дети притворяются детьми божественного Провидения, и в поисках подаяния приходят к замку маркиза Эджидио.
Эджидио - жестокий и богатый синьор, держащий в заключении красавицу Фьоренцу, жену своего умершего брата. Эджидио хочет жениться на ней, и монах ему нужен как раз для обряда венчания. Фьоренца не желает выходить за него замуж (она беременна от своего возлюбленного - Мануэля) и обращается к Паскуале за помощью.

## В ролях
- Тото — Паскуале Чиччиакальда / дон Мануэль;
- Нино Таранто — маркиз Эджидио де Латтанзис;
- Эрминио Макарио — Мамоцио;
- Лиза Гастони — Фьоренца;
- Мойра Орфей — Виргиния;
- Джакомо Фурия — Чекко;
- Фиоренцо Фиорентини — цыган;
- Дани Парис;
- Марио Кастеллани;
- Мария Бадмаев;
- Клара Бинди — одна из рабочих;
- Карло Делле Пьяне — хозяин;
- Тина Глориани;
- Марко Моранди;
- Роберто Пройетти;
- Миранда Поджи;
- Миммо Поли — брат-соискатель;
- Франко Рессель;
- Ренато Терра;
- Адриано Челентано — фальшивый монах;
- Дон Баки — фальшивый монах;
- Джанни Багино;
- Сол Борджезе — Ман;
- Джимми иль Феномено — гитарист.

## Съёмочная группа
- Режиссёр — Корбуччи, Серджо;
- Сценаристы — Бруно Корбуччи, Джованни Гримальди, Этторе Мария Маргадонна
- Оператор — Энцо Барбони;
- Композитор — Армандо Тровайоли;
- Продюсеры — Джованни Аддесси, Франко Белотти, Уолтер Заргетта.